# Tina-Marie Qwiberg
Karin Tina-Marie Qwiberg, född 10 december 1958 i Ardre på Gotland, är en svensk dokumentärfilmare, radiopratare, författare, föreläsare och restauranginnehavare. Hon har varit bosatt på Gotland större delen av sitt liv, men bor sedan 2019 i nordöstra Skåne. Här odlar hon frukt och grönsaker och håller gutefår och höns för husbehov.

## Biografi
Tina-Marie Qwiberg gick ut grundskolan med dåliga betyg. Hon bildade familj tidigt, man och tre barn, och arbetade med litet av varje. I slutet av 1980-talet gick hon allmän linje på folkhögskolan i Hemse. En kurs ledd av entomologen Håkan Elmquist väckte hennes naturintresse på allvar. Det var också nu som hon började arbeta med medier när hon och kamrater från folkhögskolan startade tidskriften Kalk - gotländskt kulturmagasin. 

### Radiopratare
Qwiberg kontaktade Radio Gotland och erbjöd sig att vara ”elak”, det vill säga satirisk. Hon skickade in några provtexter och fick börja göra korta betraktelser om kommunpolitik och annat. Texterna samlades sedan i boken Anpassningar väntas (1990) som hon gav ut på eget förlag. Hon gjorde senare olika program för radion där hon varvade egna betraktelser och funderingar med musik. Som sina förebilder har hon framhållit Kjell Alinge och Janne Forssell. Hon gjorde serien Ytspänning för Radio Gotland. 1994-1995 svarade hon för ett antal avsnitt i serien Söndagsskolan för P3. 1995-1999 hade hon sitt eget musikpratarprogram i P4, Stoppa tiden. 

### Filmproducent
| ”                                | Tina-Marie Qwiberg är ”filmproducenten och journalisten som i sina filmer lyfter fram tistlar, fästingar och råkor – den vardagliga, lite föraktade natur som hon kallar ’svenssonnatur’." | „ |
| Göteborgs-Posten 14 oktober 2003 | |   |

Tina-Marie Qwibergs bana som producent av dokumentärfilm började med ett stillbildskåseri i satirisk stil för Sveriges televisions Café Norrköping. Det följdes av ett antal kortare eller längre filmer tillsammans med olika fotografer. Några filmer riktade sig till en vuxen publik, andra till barn. Många av dem har visats i Sveriges Television (SVT), vuxenfilmerna ibland i Mitt i naturen och barnfilmerna ofta i Myror i brallan. Gemensamt för de flesta är att de skildrar människans förhållande till djur och natur. Några exempel:
- Kärleksförklaring till de ovanliga (1994), fem kortfilmer om gotländska original som sändes i SVT.
- Stunder av lycka (1995). För SVT om husvagnscamping på Gotland. Fotograf Karl Melander.
- Trevligt att Råkas (2003). Om råkor och människor. Vann pris som bästa film vid Matsalu naturfilmsfestival 2004.
- De objudna (2006). Om småkryp i vår vardag. Fotograf Hans Berggren. Pris vid Matsalu naturfilmsfestival 2007.
- Golfar med djur (2015). Om smådjuren på en golfbana.
- Bieffekten (2014), Sista skörden (2017) och Efter floden (2019) är tre filmer om hoten mot natur och livsmedelsproduktion. Särskilt Sista skörden väckte stor debatt på grund av dess kritiska hållning till de hårt mekaniserade storjordbruken[2].

Många av Tina-Marie Qwibergs produktioner kan ses via strömningstjänsterna SVT Play, UR Play och Youtube eller Vimeo.

### Författare
Tina-Marie Qwibergs författarskap omfattar utöver nämnda Anpassningar väntas också krönikor i tidningar och tidskrifter samt två barnböcker:
- Det här är Bertil (2004), tillsammans med Anna Sandler. Om djuren i författarens hem; den tama råkan Bertil, hunden Sigge och Roskatten.
- Pinnsvein & makk (2019), tillsammans med Helen Rundgren. En bok om gotländska djur.

### Restaurangägare
2011 tog Tina-Marie Qwiberg, exmaken Ronny Enderborg och deras barn Marc och Josefin över restaurang och pensionat Gula hönan i Ronehamn på södra Gotland. Restaurangen har satsat på närodlat, bland annat egna grönsaker. 2019 startade man även Tuppens krog i Visby med samma koncept. Gula hönan har rankats som en av ”Sveriges bästa restauranger” i White Guide (plats 30).